# Алькантара (река)
Алька́нтара (итал. Alcantara) — река в Италии, впадает в Ионическое море. Длина реки 48 км, площадь бассейна — 579 км².
Протекает на востоке острова Сицилия в Мессине и Катании.
Исток расположен на южном склоне горного хребта Неброди, на высоте около 1393 метра. Течёт на восток, впадает в Ионическое море. Долина, по которой протекает река, также носит имя Алькантара.
Алькантару в древности греки называли Akessines, Ακεσίνης, а римляне — Assinus и Onobola. Нынешнее название арабского происхождения от القنطرة — al-Qanṭarah, «мост, арочный мост»).
Мощность речного потока в зависимости от сезона сильно отличается.

## Галерея

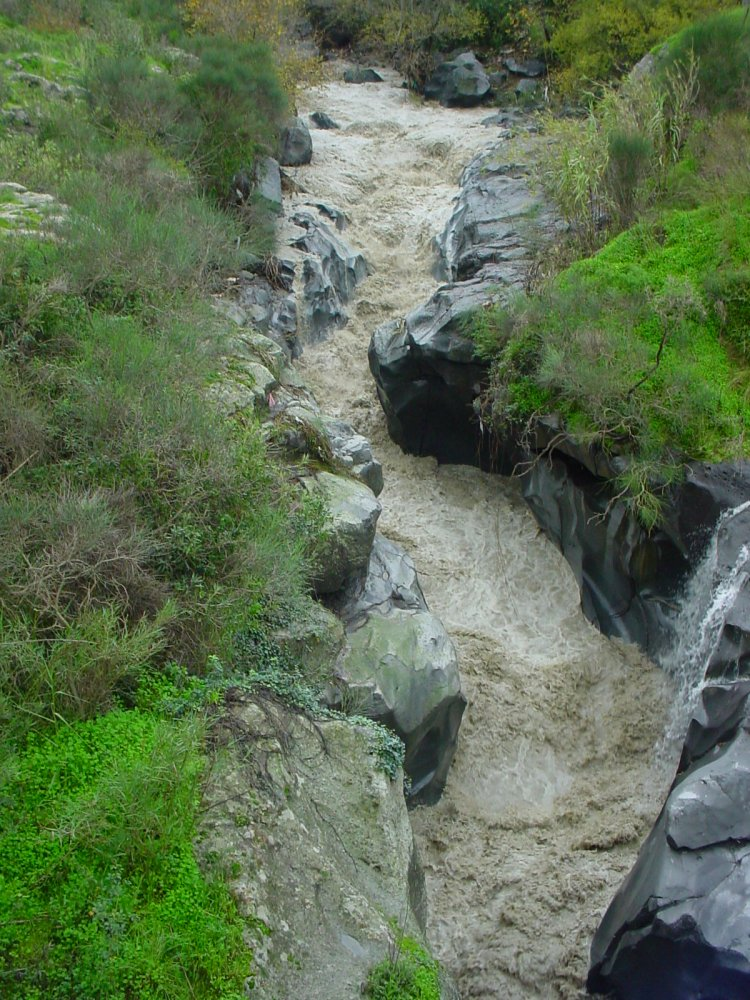
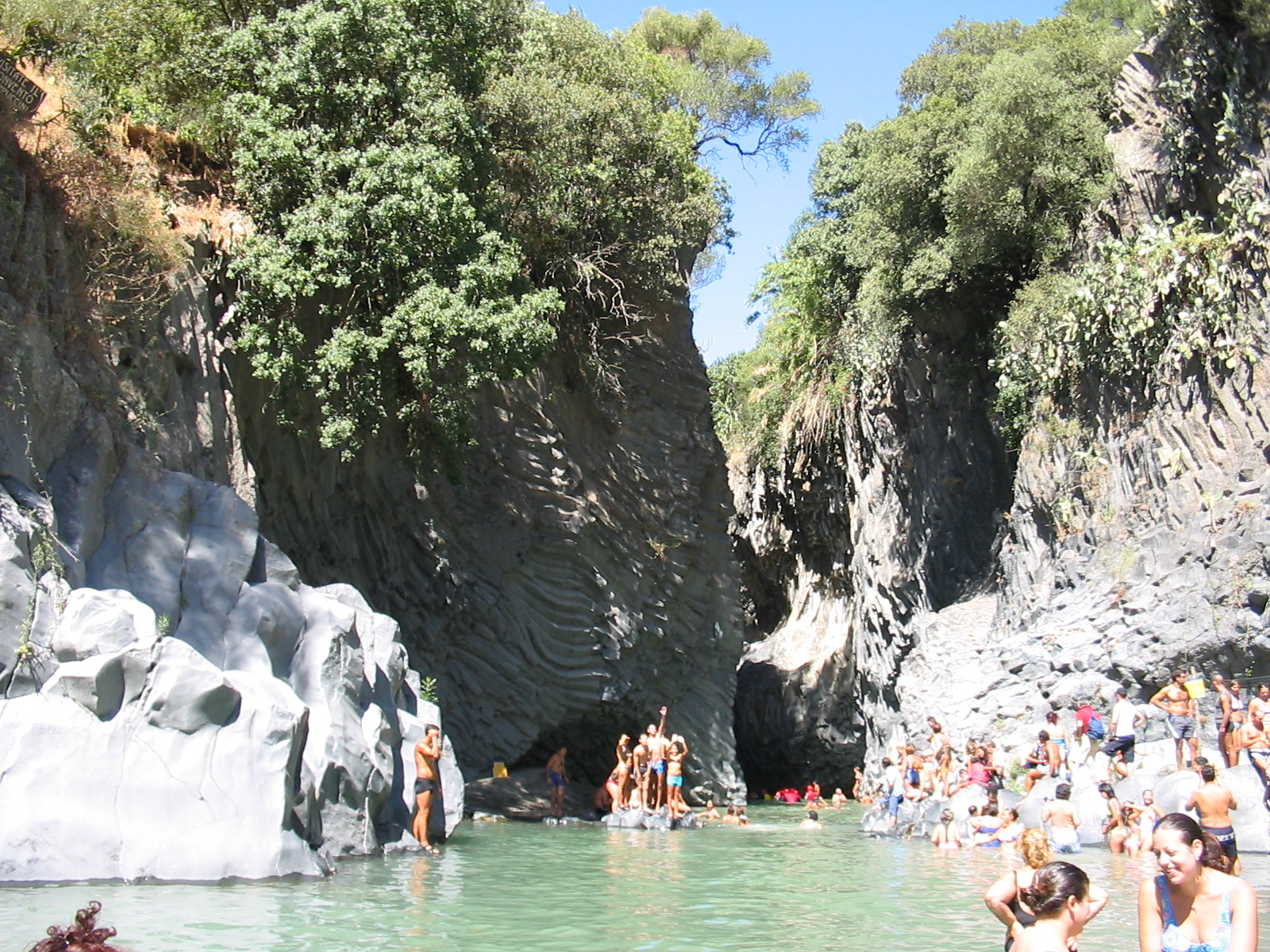
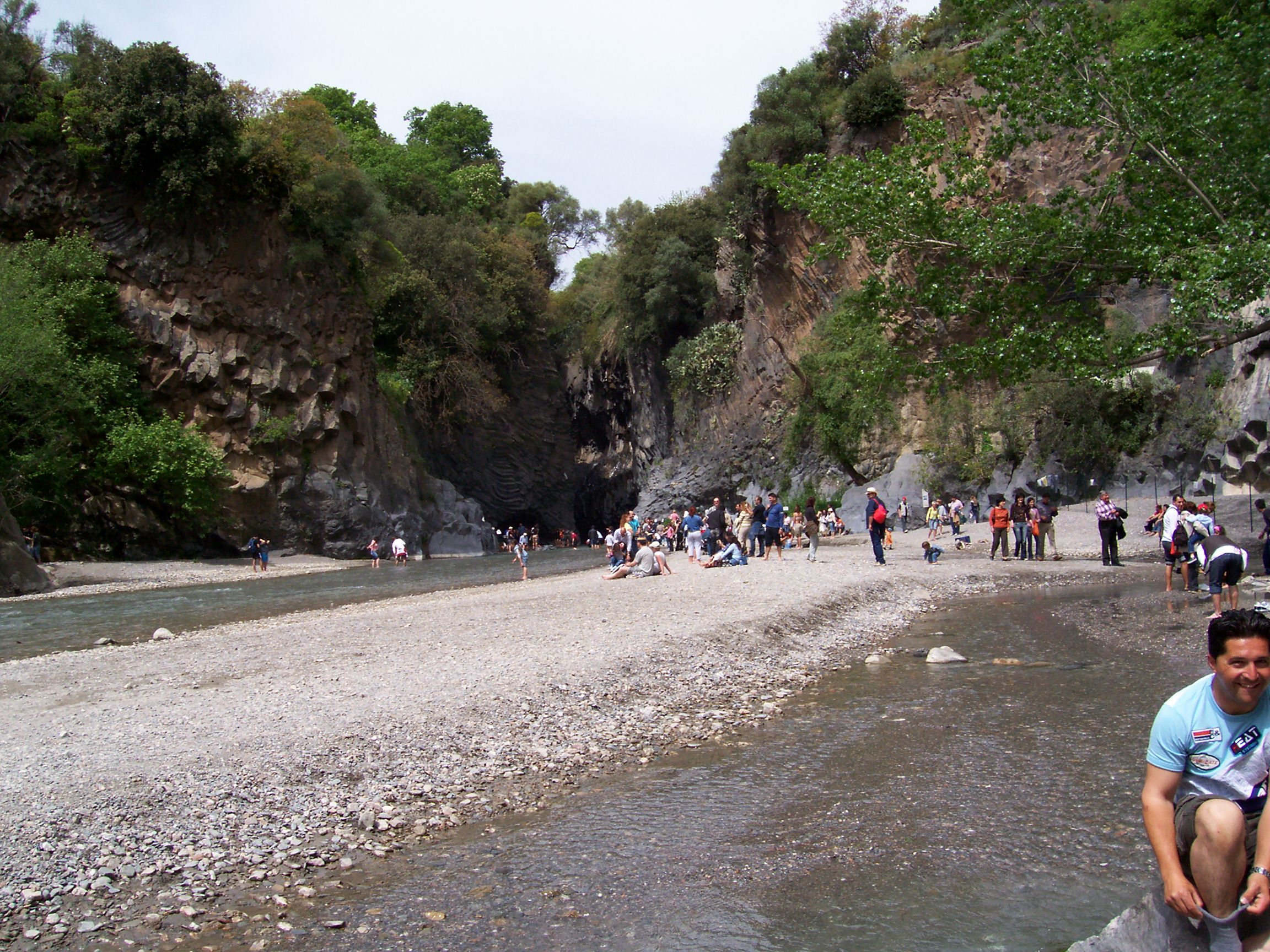
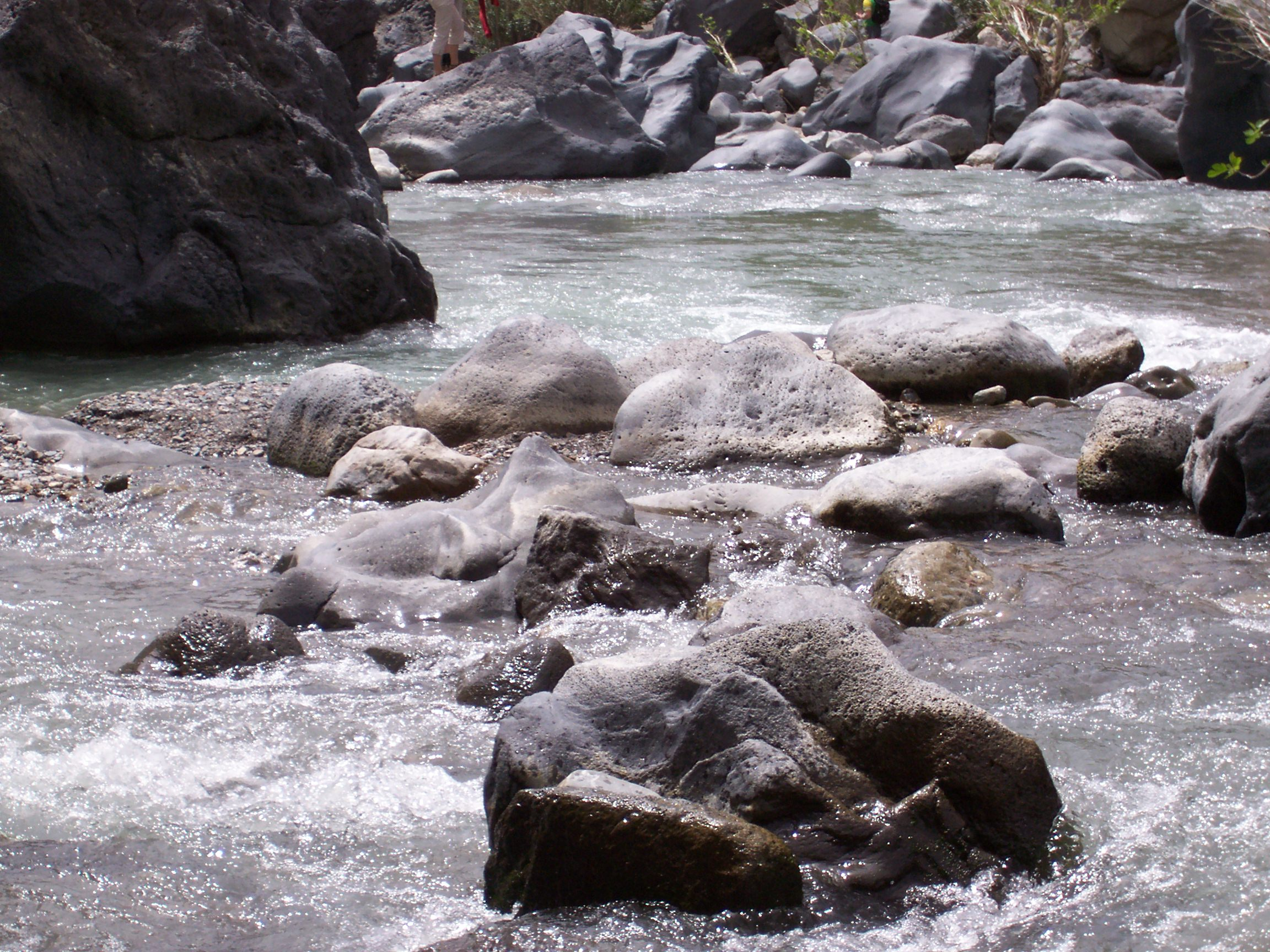